# Возвращение к истокам
Возвращение к истокам — американский кинофильм 1998 года с Элфри Вудард в главной роли. Это режиссёрский дебют для писательницы Майи Энджелоу. В фильме также снимались Лоретта Дивайн, Эль Фриман-младший, Эстер Ролли, Мэри Элис и Уэсли Снайпс.
Выступление Вудард в фильме получило похвалу от критиков, а также было отмечено несколькими наградами, в том числе и номинацией на премию «Независимый дух» в категории «Лучшая женская роль».

## Сюжет
Роза Линн Синклер посылает свою дочь-наркоманку Лоретту Синклер с двумя детьми работать сиделкой к её дяде Эрлу в маленьком городке в Миссисипи, чтобы та начала новую жизнь. Постепенно Лоретта понимает, что она может стать другой.

## В ролях
- Элфри Вудард — Лоретта Синклер
- Эль Фриман-младший — Эрл Синклер
- Эстер Ролли — Энни Синклер
- Мэри Элис — Роза Линн Синклер
- Лоретта Дивайн — Зейна
- Энн-Мари Джонсон — Моника Синклер
- Уэсли Снайпс — Уилл Синклер

## Саундтрек
Саундтрек был выпущен Virgin Records в 1998 году.
1. Believe in Love — Sunday feat. Whitney Houston
2. God’s Stepchild — Janet Jackson
3. Heaven Must Be Like This — D'Angelo
4. If Ever — Stevie Wonder
5. Where Would I Be — The Leverts
6. I’m Only Human — Luther Vandross; Cassandra Wilson; Bob James
7. Just A Little Luv — Shawn Stockman of Boyz II Men
8. We Belong Together — Tony Thompson And Antoinette
9. Don’t Talk 2 Strangers — Chaka Khan
10. Let It Go — Jazzyfatnastees/The Roots
11. My Soul Don’t Dream — Me’shell N’degocello/Keb’Mo'
12. Uh Uh Ooh Ooh Look Out Here It Comes — Ashford & Simpsons
13. Don’t Let Nuthin' Keep You Down — Sounds Of Blackness
14. Family (Score) — Stanley Clark
15. The Rain — Tracie Spencer
16. Patchwork Quilt — Sweet Honey In The Rock